# Iran Malfitano
Iran Malfitano Arantes Filho (Belo Horizonte, 5 de outubro de 1981) é um ator brasileiro. Ficou nacionalmente conhecido ao interpretar o protagonista Gui na oitava temporada de Malhação, o mulherengo Carlito em Kubanacan, Téo em Cobras & Lagartos e o extravagante homossexual Orlandinho em A Favorita. Em 2009, migrou para a RecordTV em busca de papéis além do estereótipo de "pegador", ganhando o Troféu Imprensa de melhor ator ao interpretar o vilão sanguinário Adriano em Bela, a Feia. Na sequência, fez o papel do dançarino Pedro Noronha em Pecado Mortal – inspirado em John Travolta em Os Embalos de Sábado à Noite – e o vilão Yussuf em A Terra Prometida.

## Carreira
Na TV Globo, em 2000 fez uma participação especial em Laços de Família e outra no ano de 2005 em Bang Bang. Ele também fez o papel de Guilherme em 2001, como protagonista da oitava temporada de Malhação. Iran trabalhou em Cobras & Lagartos interpretando o interesseiro Téo e em A Favorita interpretando o homossexual Orlandinho, que aliás foi o seu último trabalho na Rede Globo. Na Rede TV!, integrou o elenco de Donas de Casa Desesperadas, no papel de João. Em fevereiro de 2009 assinou contrato com a RecordTV, onde ficou até 2016. Por lá, fez Bela, a Feia, Rei Davi, José do Egito e Os Dez Mandamentos.
No dia 06 de setembro de 2022 foi confirmado como um dos participantes da décima quarta temporada do reality show A Fazenda na RecordTV, no qual ficou na posição em terceiro lugar com 3,83% dos votos.

## Vida pessoal
Bisneto de italianos, Iran foi casado com a diretora de marketing Elaine Albano com quem tem uma filha, Laura. Sua família vive na cidade de Vitória (Espírito Santo) onde ele passou a maior parte de sua infância.
Longe das novelas, desde "A Terra Prometida" da RecordTV, em julho de 2019 tornou-se motorista de aplicativo no Rio de Janeiro. Gerando surpresa nos fãs que utilizam o serviço. É bem avaliado no aplicativo Uber, e em apenas 10 dias de trabalho recebeu nota 4.98.
Em janeiro de 2023, ele assumiu o namoro com a atriz Bárbara Borges.

## Filmografia

### Televisão
| Ano     | Título                     | Personagem                                | Notas                                 |  |
| 1999    | Malhação.com               | Carlos Eduardo (Cadu)                     | Agosto/Setembro 1999                  |  |
| 2000    | Laços de Família           | Pedro Mendes (jovem)                      | Episódio: "5 de junho"                |  |
| 2001–02 | Malhação                   | Guilherme Ferreira (Gui)                  | Temporadas 8–9                        |  |
| 2003    | Kubanacan                  | Carlos Pantaleón Camacho Júnior (Carlito) |                                       |  |
| 2004    | Linha Direta               | Mário Dias                                | Episódio: "Máscaras de Chumbo"        |  |
| 2005    | Bang Bang                  | Mac Mac                                   | Episódio: "9–26 de janeiro"           |  |
| 2006    | Cobras & Lagartos          | Teotônio Miranda (Téo)                    |                                       |  |
| 2007    | Donas de Casa Desesperadas | João                                      |                                       |  |
| 2008    | A Favorita                 | Orlando Queiroz (Orlandinho)              |                                       |  |
| 2009    | Louca Família              | Dody                                      | Episódio: "9 de maio"                 |  |
| 2009    | Bela, a Feia               | Adriano Gomes Ávila                       |                                       |  |
| 2012    | Rei Davi                   | Abner                                     |                                       |  |
| 2013    | José do Egito              | Hapu                                      |                                       |  |
| 2013    | Pecado Mortal              | Pedro Noronha                             |                                       |  |
| 2015    | Milagres de Jesus          | Lázaro                                    | Episódio: "A Ressurreição de Lázaro"  |  |
| 2015    | Os Dez Mandamentos         | Bennu                                     | Episódios: "25–27 de maio"            |  |
| 2016    | A Terra Prometida          | Yussuf                                    |                                       |  |
| 2019    | Juacas                     | Marcondes Juaca / Kaike Gazin             | Temporada 2                           |  |
| 2020    | Dra. Darci                 | Ian                                       | Episódio: "O General Foi Sequestrado" |  |
| 2021    | Gênesis                    | Tubalcaim                                 | Fase: Arca de Noé                     |  |
| 2022    | A Fazenda                  | Participante (3º lugar)                   | Temporada 14                          |  |
| 2024    | Ponto Final                | Sérgio                                    | 2 episódios                           |  |
| 2024    | A Rainha da Pérsia         | Himeneu                                   |                                       |  |
| 2024    | Reis                       | Profeta Hanani                            |                                       |  |

### Cinema
| Ano  | Premiação    | Categoria                    | Indicação      | Resultado |
| ---- | ------------ | ---------------------------- | -------------- | --------- |
| 2024 | Prêmio iBest | Influenciador Espírito Santo | Iran Malfitano | Pendente  |

| Ícone de esboço | Este artigo sobre uma pessoa é um esboço. Você pode ajudar a Wikipédia expandindo-o. |